# Ayanna Howard
Ayanna MacCalla Howard (24 de enero de 1972) es una robótica, empresaria y educadora estadounidense que actualmente se desempeña como decana de la Facultad de Ingeniería de la Universidad Estatal de Ohio. Al asumir el cargo en marzo de 2021, Howard se convirtió en la primera mujer en dirigir la Facultad de Ingeniería del Estado de Ohio.
Howard anteriormente trabajó como presidenta de la Escuela de Computación Interactiva en la Facultad de Computación de Georgia Tech, en la Cátedra de Bioingeniería Linda J. y Mark C. Smith en la Escuela de Ingeniería Eléctrica e Informática, y como directora de Human-Automation Systems (HumAnS) Lab.
Cuando era niña, Howard estaba interesada en los extraterrestres y los robots y su programa de televisión favorito era La mujer biónica. Howard recibió su licenciatura en ingeniería de la Universidad de Brown en 1993 y su master y doctorado en ingeniería eléctrica de la Universidad del Sur de California en 1994 y 1999, respectivamente. Su tesis Aprendizaje recursivo para la manipulación de objetos deformables fue asesorada por George A. Bekey. Howard también tiene un Master en Administración de Empresas de la Claremont Graduate University.

## Carrera
El temprano interés de Howard por la inteligencia artificial la llevó a ocupar un puesto directivo en Axcelis Inc, con sede en Seattle, donde ayudó a desarrollar Evolver, el primer algoritmo genético comercial, y Brainsheet, una red neuronal desarrollada en asociación con Microsoft. De 1993 a 2005, trabajó en el Laboratorio de Propulsión a Chorro de la NASA, donde ocupó múltiples funciones, incluida la de investigadora senior de robótica y subdirectora de la Oficina del Científico Jefe.
Se unió a Georgia Tech en 2005 como profesora asociada y fundadora del laboratorio HumAnS. También se ha desempeñado como directora asociada de investigación del Instituto de Robótica y Máquinas Inteligentes de Georgia Tech y como presidenta del doctorado en robótica multidisciplinaria en Georgia Tech. En 2017 se convirtió en presidenta de la Escuela de Computación Interactiva de Georgia Tech.
En 2008, recibió atención mundial por sus robots SnoMote, diseñados para estudiar el impacto del calentamiento global en las plataformas de hielo de la Antártida. En 2013, fundó Zyrobotics, que lanzó su primer conjunto de productos terapéuticos y educativos para niños con necesidades especiales. 
Howard es autora de 250 publicaciones en revistas y conferencias, incluyendo el cargo de coeditora/coautora de más de una docena de libros y/o capítulos de libros. También se le han concedido cuatro patentes y ha impartido más de 140 charlas como invitada y/o conferencias magistrales. Es miembro de la Asociación para el Avance de la Inteligencia Artificial (AAAI) y del Instituto de Ingenieros Eléctricos y Electrónicos (IEEE). Entre sus muchos honores, Howard recibió el premio A. Nico Habermann de la Computer Research Association y el premio Richard A. Tapia Achievement Award.
En una entrevista de 2020 en Marketplace, Howard describió las formas en que los robots de compañía llenarían el vacío dejado por el distanciamiento social como resultado de la pandemia de COVID-19 en los Estados Unidos.
El 30 de noviembre de 2020, el Columbus Dispatch informó que Howard había sido nombrada próximo decano de la Facultad de Ingeniería de la Universidad Estatal de Ohio, a partir del 1 de marzo, pendiente de la aprobación de la junta directiva. El 1 de marzo de 2021, Howard asumió el cargo convirtiéndose en la primera mujer en ocupar el cargo.
En 2021, Ayanna Howard recibió el premio Athena Lecturer Award de la Association for Computing Machinery (ACM) por sus contribuciones a la robótica, la inteligencia artificial y la ampliación de la participación en la informática. En junio de 2022, Howard fue elegida administradora de la Universidad de Brown.

## Investigación
Los intereses de investigación de Howard incluyen la interacción entre humanos y robots, robótica de asistencia/rehabilitación, robótica de campo/impulsada por la ciencia y percepción, aprendizaje y razonamiento.
Las investigaciones y los trabajos publicados de Howard abarcan diversos temas de robótica e inteligencia artificial, incluido el aprendizaje inteligente, la realidad virtual para rehabilitación y la robótica en el papel de la terapia pediátrica. Su investigación se destaca por su enfoque en el desarrollo de tecnología para agentes inteligentes que deben interactuar con y en un mundo centrado en el ser humano. Este trabajo, que aborda cuestiones de interacción, aprendizaje y control autónomo entre humanos y robots, ha dado lugar a más de 200 publicaciones revisadas por pares.

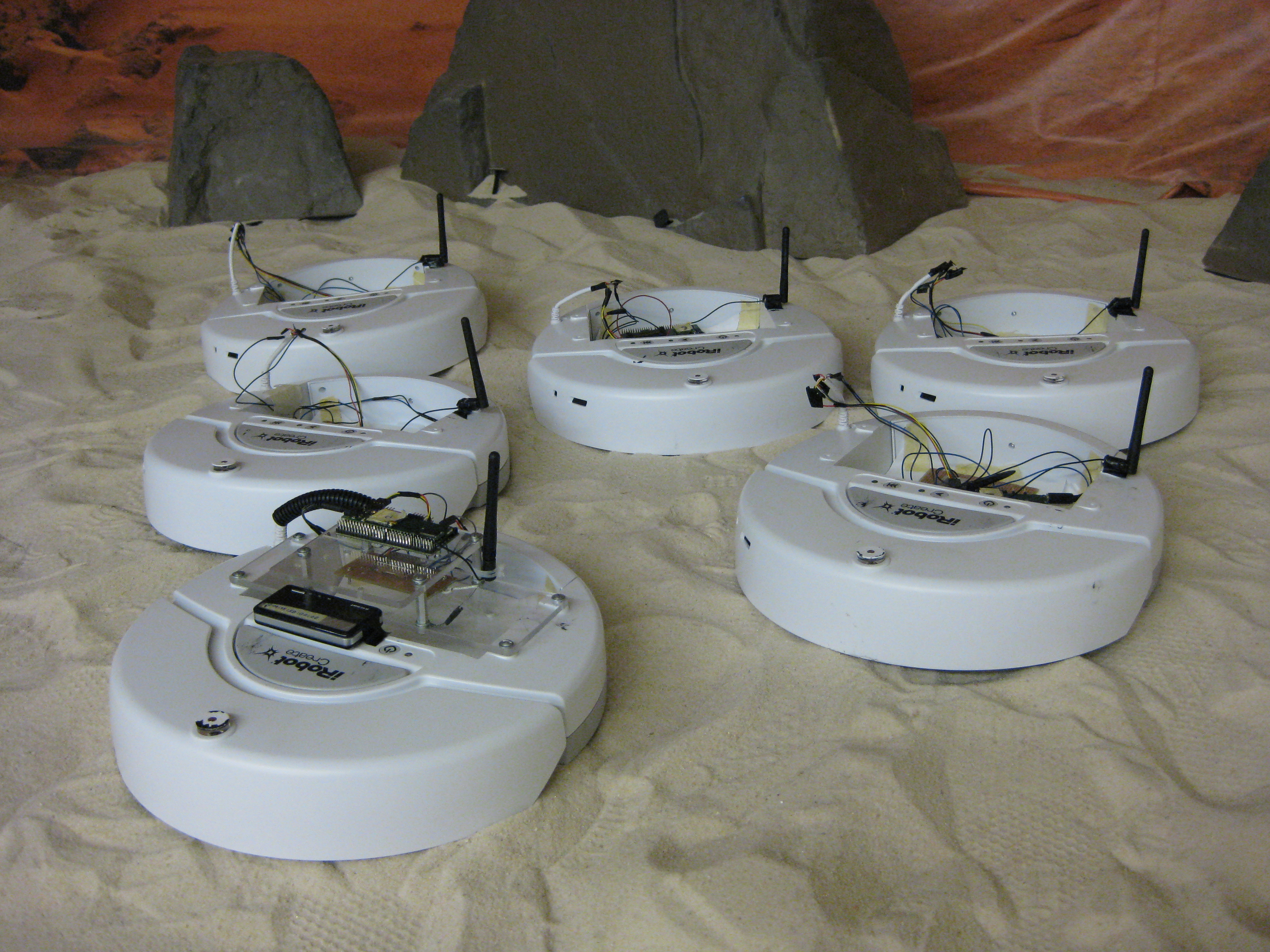
Un equipo de robots iRobot Create en el GRITS Lab (junto con Magnus B. Egerstedt) para un proyecto de investigación de redes de sensores.

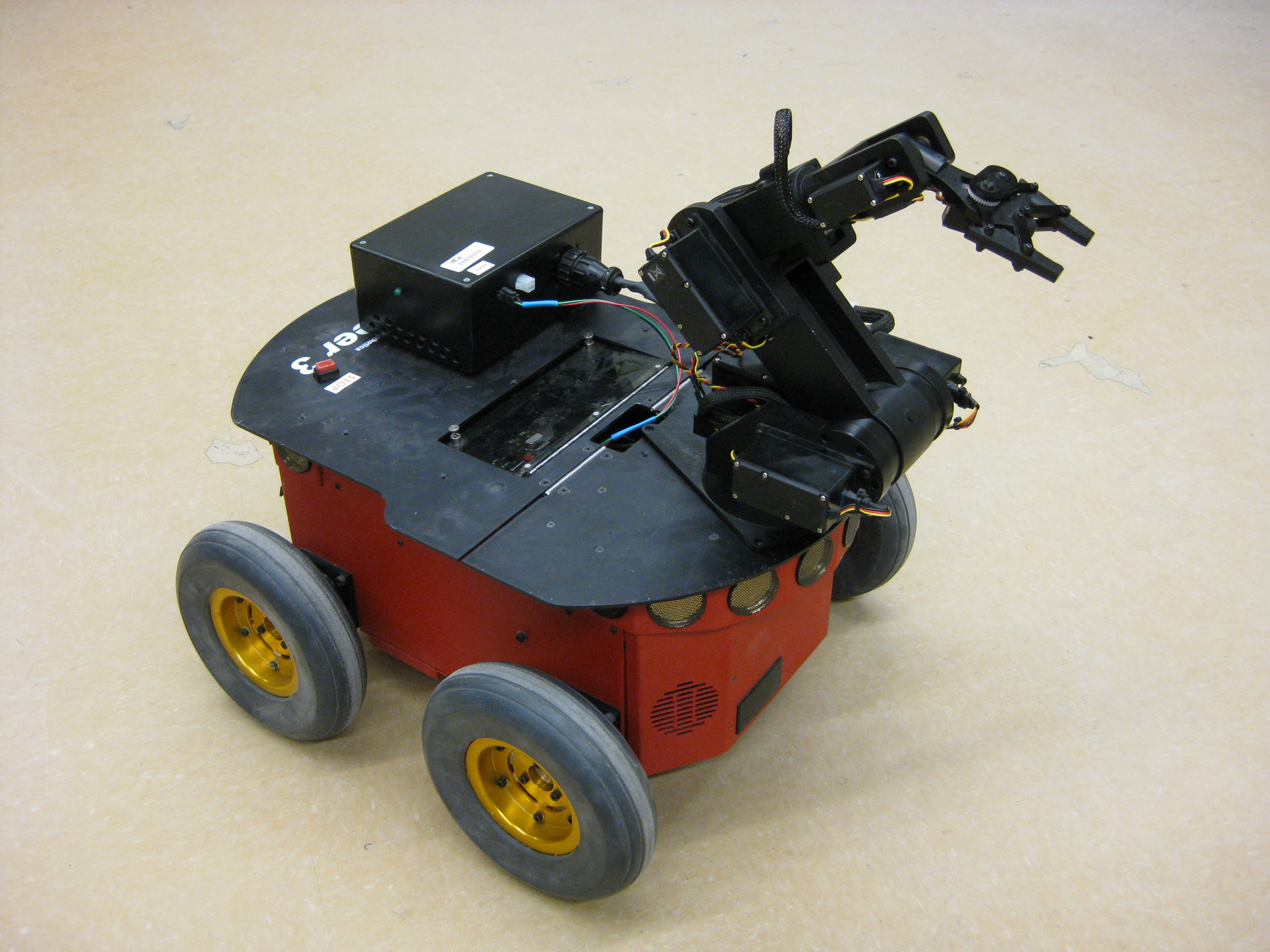

## Honores y premios
Los numerosos logros de Howard han sido documentados en más de una docena de artículos destacados. En 2003, fue nombrada en el MIT Technology Review TR100 como una de las 100 principales innovadoras del mundo menores de 35 años. Apareció en el artículo "Rise of the Machines" de la revista Time en 2004. También apareció en el artículo de USA Today Science & Space.
Algunos de los premios de Howard incluyen:
- Premio Lew Allen a la Excelencia (anteriormente Premio al Logro de Investigación del Director del Laboratorio de Propulsión a Reacción) por contribuciones técnicas importantes, 2001[15]
- MIT Technology Review Top 100 jóvenes innovadores del año, 2003[12][13]
- Cátedra NAE Gilbreth, 2010[16]
- Premio ABIE al Educador A. Richard Newton, Instituto Anita Borg, 2014[17][18][19]
- Premio A. Nico Habermann de la Asociación de Investigación en Computación, 2016[20]
- Medalla de antiguos alumnos de ingeniería de Brown (BEAM), 2016[21]
- Embajador de inventos AAAS-Lemelson, 2016-2017[22]
- Mujeres dejando huella de la revista Atlanta, 2017[6]
- Premio Walker's Legacy #WLPower25 Atlanta, 2017[23]
- Las 50 mejores mujeres en tecnología de Forbes Estados Unidos, 2018[24]
- Premio ACM Athena Lecturer, 202[7]
- Clase 2021 de becarios de la Asociación Estadounidense para el Avance de la Ciencia[25]
- IEEE Fellow, 2021, "por sus contribuciones a los sistemas de interacción hombre-robot" [26]
- 2023 AAAI/EAAI Premio Patrick Henry Winston al Educador Destacado